# Phyllonorycter messaniella
Phyllonorycter messaniella är en fjärilsart som först beskrevs av Philipp Christoph Zeller 1846.  Phyllonorycter messaniella ingår i släktet guldmalar, och familjen styltmalar.
Artens utbredningsområde är:
- Österrike.
- Belgien.
- Belarus.
- Bulgarien.
- Slovakien.
- Danmark.
- Frankrike.
- Tyskland.
- Grekland.
- Ungern.
- Irland.
- Italien.
- Marocko.
- Nederländerna.
- Portugal.
- Malta.
- Spanien.
- Schweiz.
- Turkiet.
- Moldavien.
- Ukraina.
- Kroatien.
- Serbien.

Inga underarter finns listade i Catalogue of Life.

## Bildgalleri

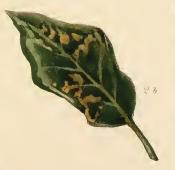
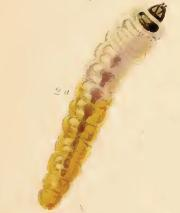